# جودا فریدلندر
جودا فردلندر (انگلیسی: Judah Friedlander؛ زادهٔ ۱۶ مارس ۱۹۶۹) هنرپیشه و کمدین اهل ایالات متحده آمریکا است. وی از سال ۱۹۸۹ میلادی تاکنون مشغول فعالیت بوده‌است.

## گزیده فیلمشناسی

### فیلم
- تابستان داغ و مرطوب آمریکایی (۲۰۰۱)
- ملاقات با والدین (۲۰۰۱)
- زولندر (۲۰۰۱)
- وقت نمایش (۲۰۰۲)
- وین گرتسکی (۲۰۰۳)
- مدرسه قدیمی (۲۰۰۳)
- و سپس پالی آمد (۲۰۰۴)
- پیتزا (۲۰۰۵)
- جشن (۲۰۰۵)
- جایزه داروین (۲۰۰۶)
- دیت مووی (۲۰۰۶)
- جشن ۲: ثانیه درهم و برهم (۲۰۰۸)
- ملاقات دیو (۲۰۰۸)
- کشتی‌گیر (۲۰۰۸)
- ریو (۲۰۱۱)
- حماسه (۲۰۱۳)
- تابستان پینگ پنگ (۲۰۱۴)
- جنگ ستارگان: نیرو برمی‌خیزد (۲۰۱۵)
- زیاد ذوق‌زده نشو (۲۰۰۴)
- سسمی استریت (۲۰۱۰)
- عصر یخبندان: ماموت کریسمس (۲۰۱۱)
- برگری باب (۲۰۱۷)

### مجموعه تلوویزیونی
- ۳۰ راک (۲۰۰۶–۲۰۱۳)